# Rádió 6
A Rádió 6 Százhalombatta székhelyű kereskedelmi rádióadó adásai Érden és annak 25–30 km-es körzetében volt hallható az FM 101,3 MHz-es frekvencián.

## Történet
A Rádió 6 elődje a 2002-ben indult, érdi székhelyű Rádió Junior volt, melynek tulajdonos- és arculatváltását az akkori programigazgató L. Róbert Attila szorgalmazta. Erre a tulajdonosváltásra és az új stúdiók kialakítására 2007. november 6-ával a programigazgató irányítása alatt sor is került, a műsor a százhalombattai önkormányzat tulajdonába került. L. Róbert Attila kreálta meg a Rádió 6 arculatát, zenei tematikáját, hívta életre a technikai hátteret. Néhány év alatt az új név, arculat és műsorstruktúra a Rádió 6-ot a régió piacvezetőjévé tette. 2009. december 11-től 2011. február 10-ig a szentendrei 91,1 MHz-es frekvencián is szólt a rádió, így Váctól, Dél-Budapesten át, egészen a Velencei-tó végéig hallgatható volt a kimondottan autózáshoz kialakított műsorstruktúra. Az adó fő célcsoportjaként a 25-49 éves korosztályt jelölte meg.
A 2009 novemberi adatok szerint a régióban közlekedők 17%-a várta tőlük a közlekedési információkat, és a 25-49 éves középiskolai végzettségűek körében a saját régiójában a leghallgatottabb volt. 1,5 millió lakost értek el.
A magát az M0 rádiójaként nevezett adó vezetésében 2011 júliusában új ügyvezető, Kovács Attila váltotta elődjét, L. Róbert Attilát. Az új ügyvezető átalakította a rádiót, a korábban piacvezető arculatot és műsorstruktúrát megváltoztatta, az óránkénti híradás a saját hírekről az MTI híreire váltott át. A váltás új műsorokat, műsorvezetőket is hozott, de a régiek egy része is megmaradt. A Rádió 6 folyamatos piacvesztését követően a frekvenciáját is elveszítette 2014. február 21-én.

### Beolvadás a Lakihegy Rádióba
Az FM 101,3 MHz-es frekvencia használatára 2013-ban pályázatot írt ki a Nemzeti Média- és Hírközlési Hatóság médiatanácsa, melyet nem a százhalombattai, hanem az érdi önkormányzati cég, vagyis az Érdi Városi Televízió és Kulturális Nonprofit Kft. nyert meg. 2014. február 23. és 2025. április 16. között a frekvenciát így az Érd FM 101.3 használta. 
A rádió megoldást keresett a műsorszolgáltatás folytatására és 2014 januárjában megállapodott a szigetszentmiklósi 107 MHz-en sugárzó Lakihegy Rádióval. A megállapodás értelmében a százhalombattai stúdiót összekapcsolták a Lakihegy Rádió stúdiójával. Néhány műsorvezető az eredeti csapatban maradt, ám van olyan is, aki az új adóhoz, vagy az újonnan indult Érd FM-hez csatlakozott.
A rádió honlapja 2022-ig elérhető volt.

## Korábbi műsorok
A félkövérrel jelöltek a megszűnés után átkerültek a Lakihegy Rádióra, az aláhúzottak pedig az Érd FM-re. A Sztárportré mindkét utódrádión hallható volt.
- Macskajajj (hétköznap 7:00-10:00)
- Napközben / Átvészelő a Rádió 6-tal / Funky Ebédszünet (hétköznap 10:00-13:00)
- Délutáni Randevú (hétköznap 14:00-19:00)
- Hallgass hazait (szombat 17:00-19:00)
- Útonállók (péntek 15:00-18:00)
- Gem-B Bar (péntek-szombat 20:00-22:00)
- GasztroPop (Pataki Ádám, Gál Dani) (szombat 9:00-10:00)
- Sztárportré Szabolccsal (szerda 20:00-21:00; szombat 13:00-14:00)
- Késő Esti Soul/Disco (hétfő, csütörtök, vasárnap 22:00-23:00 - soul; péntek-szombat 22:00-24:00 - disco)
- R6 Magyar Zenei Óra (minden nap 00:00-07:00)
- R6 Aktuális (vasárnap 13:00-15:30) (Rólunk szól néven folytatódik a Lakihegy Rádióban, a battai hírekre koncentrálva)
- Nem vagy egyedül (hétfő 20:00-22:00)
- Vissza a valósághoz (vasárnap 08:00-09:00)

## Műsorvezetők

### 2014. február 21-ig
- L. Róbert Attila
- Gárdos Attila
- Dósa Marianna
- Szatmári Timi
- Kőváry Barna
- Pataki Ádám
- Gál Dániel
- Kovács Attila
- Serfőző Gábor
- Takács Ferenc

### 2012. január 1-ig
- Klamancsek Krisztián
- Szamosközi István
- Forray Zsolt
- Csizinszky Éva
- DJ. Kayo